# Hydroptila salmo
Hydroptila salmo is een schietmot uit de familie Hydroptilidae. De soort komt voor in het Nearctisch gebied.